# 원주 구룡사 아미타설법도
원주 구룡사 아미타설법도(原州 龜龍寺 阿彌陀說法圖)는 대한민국 강원특별자치도 원주시 소초면 구룡사에 있는 조선시대의 불화이다. 2014년 3월 7일 강원특별자치도의 문화재자료 제160호로 지정되었다.

## 개요
구룡사 아미타설법도는 중앙의 아미타불을 중심으로 좌우에 관음보살과 대세지보살입상을 포함하여 4구의 보살상이 협시하고, 그 바깥쪽에 사천왕이 각각 2구씩 배치되어 있으며 화면의 위쪽에는 가섭과 아난존자를 포함하여 여덟 제자상이 배치되어 총 17존상이 그려져 있다. 전체적으로 구성은 단순한 편이다. 아미타불의 팔대보살을 4대보살로 줄이고, 여래의 십대제자를 여덟 존자로 줄였지만 형태의 표현이나 배채기법이 안정적이고 금니도 풍부하게 사용되어 그림의 격을 높여준다.

## 지정 사유
불화의 전체적인 구도와 배치가 안정적이고 화기(畵記)를 통해 제작자와 제작시기(1887년)를 알 수 있는 작품으로 조선후기 강원도를 중심으로 활동한 승려 화사(畵師)들에 대한 중요한 자료를 제공해준다.

## 참고 자료
- 원주 구룡사 아미타설법도 - 국가유산청 국가유산포털